# Willie Lumpkin
Willie Lumpkin es un personaje secundario ficticio que aparece en los cómics estadounidenses publicados por Marvel Comics. El personaje es más conocido como el cartero de Los 4 Fantásticos en su cómic homónimo.
Willie Lumpkin fue interpretado por Stan Lee en la película de 2005, Los 4 Fantásticos.

## Historial de publicaciones

### Tira cómica de periódico
El personaje fue creado originalmente para una tira cómica diaria distribuida por el escritor Stan Lee y el artista Dan DeCarlo. Lee recordó en una entrevista de 1998 que,

Mel Lazarus había hecho una tira llamada Miss Peach, que no usaba paneles sino un panel largo. Me gustó mucho esa idea, así que cuando Harold Anderson, el director de Publishers Syndicate, me pidió que hiciera una tira, se me ocurrió Barney's Beat, que trataba sobre un policía de la ciudad de Nueva York y todos los personajes de su patrulla a quienes conocería todos los días y habría una broma. Hice algunas muestras con Dan DeCarlo y me pareció maravilloso. Harold dijo que era demasiado "como una ciudad grande" y que no les va a importar en los pueblos pequeños porque no tienen policías al día. Quería algo que atrajera al interior del país, algo bucólico. Dijo: "¿Sabes lo que quiero, Stan? ¡Quiero un cartero! Un pequeño cartero amistoso en un pueblo pequeño". No recuerdo si se me ocurrió el nombre Lumpkin o él, pero lo odié. Creo que se me ocurrió el nombre como una broma y él dijo: "¡Sí, eso es todo! ¡Buena idea!"

Willie Lumpkin extrajo el humor de las personas y situaciones que Willie encontraría a lo largo de su ruta de entrega de correo en la pequeña ciudad de Glenville. La tira diaria corrió desde diciembre de 1959 hasta el 6 de mayo de 1961. Una tira dominical se extendió hasta el 28 de mayo.

### Marvel Comics
Lee y el artista Jack Kirby luego presentaron su versión de cómic de Willie Lumpkin en Fantastic Four # 11 (febrero de 1963). El cómic Lumpkin se describe como significativamente más antiguo que en el cómic, aunque se mantuvo la bondad del personaje, al igual que las referencias a su pasado como cartero en Glenville, que el cómic colocó en Nebraska.
En su primera aparición en un cómic, se representa a Lumpkin como si se hiciera amigo de los Cuatro Fantásticos, a quienes realiza entregas regulares de correo de fanes en la sede del Edificio Baxter en la ciudad de Nueva York. Medio en broma solicita unirse al equipo con el argumento de que tiene el "poder" de mover las orejas.
Lumpkin apareció en su propia película en solitario en Marvel Comics Presents # 18 (mayo de 1989). En esta parodia de A Christmas Carol, recibe la visita del Fantasma de la Navidad pasada, que tenía la intención de perseguir al némesis cascarrabias de Spider-Man, J. Jonah Jameson, pero no pudo encontrar su dirección. La historia concluye con el cartero normalmente amable que decide que odia la Navidad.

## Biografía ficticia
En Marvel Comics, Willie Lumpkin actúa como el cartero del trabajador postal cuya ruta a Manhattan incluye la casa y la oficina conjuntas del grupo de superhéroes Los 4 Fantásticos. En ocasiones cae en el peligro que suele rodear a los héroes aventureros. Los ejemplos incluyen una historia en la que se ve obligado a pasar la Nochebuena encerrado en un armario mientras los Cuatro Fantásticos luchan contra el Super-Skrull, o cuando ayudó a salvar al equipo del Pensador Loco. Este incidente involucró la confianza de Reed en Lumpkin; había contratado al cartero para manipular la maquinaria como parte de una rutina de seguridad. Más tarde, Lumpkin es controlado mentalmente para acceder a la máquina del tiempo del Doctor Doom por un esbirro de Immortus. Un extraterrestre Skrull también se hace pasar por él en otra historia para infiltrarse en la sede de los Cuatro Fantásticos.
También salió brevemente con la Tía May de Peter Parker. Cuando May pareció haber muerto brevemente, Lumpkin se afligió y se vio que se hacía amigo de una nueva compañera llamada Doreen Greenwald.
Lumpkin se ha jubilado desde entonces, y su sobrina Wilhemina "Billie" Lumpkin ha tomado su puesto como cartera de los Cuatro Fantásticos.
Fue entrevistado sobre los Cuatro Fantásticos en el programa de noticias Lateline, diciendo que aunque el grupo asumió amenazas cósmicas, siempre encontraban tiempo para saludarlo. Algún tiempo después, el súper equipo, miniaturizado, ingresó a su cuerpo para extirpar un tumor cerebral que de otro modo sería inoperable.
Más tarde, Lumpkin fue contratado como profesor de biología para la 'Future Foundation', una escuela fundada por los Cuatro Fantásticos. Willie disfrutó de un viaje a la luna cuando la Future Foundation y sus asociados decidieron organizar una fiesta. Lumpkin también es contratado como moderador para las presencias en línea de la FF.

## Otras versiones

### Marvels
Marvels es una "historia" del mundo de los superhéroes de Marvel pintado por Alex Ross y que se extiende desde finales de la década de 1930 hasta la de 1960. En una escena, el personaje principal Phil Sheldon, un periodista que observa a los personajes de Marvel desde la distancia (y a veces de cerca), se encuentra con su exnovia en un cine donde ella le presenta a su cita, Bill Lumpkin. Con una sonrisa, Lumpkin le dice a Sheldon que se han conocido aunque él dice que Sheldon no recordará dónde, causando al reportero un poco de vergüenza.

### Ultimate Marvel
En el universo Ultimate Marvel, hay un agente del gobierno llamado Lumpkin, que trabaja para la agencia que dirige el centro de estudios / escuela en el Edificio Baxter. Su primer nombre no se menciona. Tiene cuarenta y tantos años y tiene sobrepeso. Inicialmente se le muestra reclutando a Reed Richards. Ha expresado un interés romántico por la madre de Grimm. Lumpkin y tres de sus hombres ayudan a los Cuatro a enfrentarse al Pensador Loco, un exalumno del Edificio Baxter. Todo el grupo queda inconsciente por los tranquilizantes químicos. Reed salva a todos.

## En otros medios

### Televisión
- Lumpkin aparece en el episodio de Fantastic Four: World's Greatest Heroes, "Mi vecino era un Skrull", con la voz de Colin Murdock.

### Película
- Lumpkin aparece en la película de 2005, Los 4 Fantásticos, interpretado por Stan Lee.[18] Identificado en la pantalla sólo como Willie, es retratado como un cartero alegre que entrega una carta al Dr. Richards cuando los Cuatro Fantásticos llegan al Edificio Baxter. Fue la primera vez en las apariciones de Lee en una película basada en Marvel Comics que interpretó a un personaje que creó.[19]